# جادة قباء
جادة قباء أو شارع قباء أو درب السنة هو معلم تاريخي من معالم المدينة المنورة في المملكة العربية السعودية، يصل بين المسجد النبوي الشريف ومسجد قباء بطول 3 كيلو مترات وعرض 300 متر. اكتسب الطريق شهرته منذ عهد النبوة، إذ كان الرسول محمد ﷺ يزور قباء كل سبت قادما من المسجد النبوي. وقد شهد الطريق أعمال تطوير وتحسين ضمن برنامج أنسنة المدينة المنورة بهيئة تطوير منطقة المدينة المنورة الذي أطلقه أمير منطقة المدينة المنورة الأمير فيصل بن سلمان بن عبد العزيز.

## الأهمية التاريخية
يعد شارع قباء أحد أقدم شوارع المدينة المنورة، ويتميز بربطه مجموعة مهمة من المعالم الإسلامية والتاريخية في المدينة المنورة، من المسجد النبوي مروراً بمصليات العيد النبوي، وجزءاً من الدرب النبوي الذي كان يسلكه النبي ﷺ، ومنازل أهل المدينة في العهد النبوي، ومسجد الجمعة الأول في الإسلام، وصولاً إلى مسجد قباء أول مسجد أسس في الإسلام.

## في العهد السعودي
كان شارع قباء قديماً طريقاً بدائياً يخترق مجموعة من البساتين، ابتداءً من سور المدينة على أطراف المسجد النبوي ووصولاً إلى مسجد قباء، وفي بداية العهد السعودي، تم تأهيل الطريق وتعبيده بأفضل المواصفات، ونشطت فيه الحركة التجارية، وأصبحت المحلات التجارية والأبنية المسلحة تنتشر على امتداده، وبعد إطلاق مشروع الأنسنة تحول شارع قباء إلى ملتقى فني وثقافي وإحدى نقاط الجذب السياحي في المدينة المنورة، حيث شملت أعمال التطوير تحسين الهوية البصرية مع عمل مسارات آمنة للمشاة تربط بين المعلمين الهامين في المدينة المنورة على امتداد الطريق، بالإضافة إلى تكثيف أعمال الزراعة وتوحيد واجهة المحلات التجارية، وتحسين منظومة الإضاءة الموفرة للطاقة بتقنية LED، إضافةً إلى توفير أماكن للجلوس، ومسار للدراجات والعربات لسهولة تنقّل الأشخاص ذوي الإعاقة، وخدمات عامة وتجارية.